# Thành phố đặc biệt của Hàn Quốc
Thành phố đặc biệt (Tiếng Hàn: 특별시, Hanja: 特別市) là một trong những cấp đầu tiên của phân cấp hành chính ở Hàn Quốc. Seoul là thành phố đặc biệt duy nhất ở Hàn Quốc. Năm 1947, dưới thời Chính phủ Quân sự Hoa Kỳ, Gyeongseong-bu, Gyeonggi-do được thăng cấp thành Seoul và tách khỏi Gyeonggi-do. Thành phố trực thuộc trung ương và thành phố tự trị đặc biệt và chính quyền cấp tỉnh ngang cấp với chính quyền địa phương đô thị, nhưng thị trưởng đặc khu ở cấp bộ cao hơn so với cấp thứ trưởng của thị trưởng đô thị và tỉnh trưởng.

## Vị trí trong hệ thống cấp bậc và phân loại
Thành phố đặc biệt là đơn vị hành chính có thứ hạng cao nhất ở Hàn Quốc. Đơn vị hành chính này có cùng cấp với tỉnh. Có ba loại thành phố thuộc thứ cấp đầu tiên ở Hàn Quốc.
Ban đầu Seoul được chỉ định là một "thành phố tự do đặc biệt" hay "đặc biệt tự do thị" (teukbyeol jayusi; 특별자유시; 特別自由市) tách ra từ Gyeonggi ngày 15 tháng 8 năm 1946; sau đó nó trở thành "Thành phố Đặc biệt" (teukbyeolsi; 특별시 vào ngày 15 tháng 8 năm 1949.

## Vai trò của thành phố đặc biệt
Vai trò thủ đô của Seoul rất quan trọng, nó cũng là trung tâm đời sống của toàn bộ khu vực đô thị (vùng thủ đô), bao gồm Thành phố đô thị Incheon và tỉnh Gyeonggi-do, và là khu vực đông dân với 9,5 triệu người, tương đương gần 18% tổng dân số Hàn Quốc. Ngoài ra, Hàn Quốc đang trải qua quá trình đô thị hóa trong đó mọi chức năng bao gồm chính trị, kinh tế, văn hóa, xã hội, giáo dục đều tập trung ở Seoul nên tầm quan  trọng của Seoul trong cả nước là rất lớn. Do Seoul có vị trí quan trọng về chức năng và quy mô nên phải là thành phố đặc biệt.

## Quản lý
Trong thành phố đặc biệt Hàn Quốc, thị trưởng là quan chức cấp cao nhất phụ trách. Thị trưởng được bầu trực tiếp bởi người dân địa phương và có nhiệm kỳ là bốn năm.